# Jamie Sives
Jamie Sives, né le 14 août 1973 à Édimbourg, est un acteur britannique.

## Filmographie

### Cinéma
- 2001 : Carton rouge : Chiv
- 2002 : Wilbur : Wilbur
- 2004 : One Last Chance : Fitz
- 2005 : To the Ends of the Earth : 1er Lieutenant Summers
- 2005 : Une belle journée : Rob
- 2006 : Love (et ses petits désastres) : Finlay McMillian
- 2007 : My Name Is Hallam Foe : Alasdair
- 2009 : Eyes of War : David
- 2009 : Le Guerrier silencieux : Gorm/Christian Viking
- 2010 : Le Choc des Titans : Capitaine
- 2011 : Un jour : M. Godalming
- 2013 : Rush : BRM Mechanic
- 2015 : Au cœur de l'Océan (In the Heart of the Sea) de Ron Howard : Isaac Cole
- 2019 : Intrigo : chère Agnès  (Intrigo: Dear Agnes) de Daniel Alfredson : Peter

### Télévision
- 2000 : Taggart : DC Alvie Buchanan
- 2002–2003 : Rockface : Peter Craig
- 2006 : Doctor Who : Capitaine Reynolds
- 2011 : Outcasts : Leon
- 2011 : Flics toujours : Slater
- 2011 : Game of Thrones : Jory Cassel
- 2012 : Secret State : Lee Foulds
- 2013 : The Guilty : Jeb Colman
- 2019 : Petit Meurtre entre frères (mini-série) : Jake

## Distinctions
- 2003 : « Meilleur acteur » au Festival international du film de Valladolid pour Wilbur
- 2003 : Dauphin d'or du « Meilleur acteur » au Festival international du film de Tróia pour Wilbur
- 2003 : Nommé dans la catégorie « Meilleur acteur » aux European Film Awards pour Wilbur
- 2003 : Nommé dans la catégorie « Meilleur espoir » aux British Independent Film Awards pour Wilbur
- 2004 : Nommé dans la catégorie « Meilleur espoir de l'année » aux London Critics Circle Film Awards pour Wilbur
- 2005 : Nommé dans la catégorie « Meilleur acteur » aux Chlotrudis Awards pour Wilbur
- 2010 : Meilleur Jeune Espoir masculin (Prix du Jury) au Festival Jean Carmet de Moulins pour son rôle dans le court métrage Tremblay-en-France de Vincent Vizioz